# جوناثان جاي
جوناثان غاي (بالإنجليزية: Jonathan Gay)‏ هو مبرمج حاسوب أمريكي ومدير شركة في شمال كاليفورنيا ومبرمج تطبيق فلاش ، لمدة عقد من الزمن كان المطور الرئيسي لبرنامج فلاش الخيالي وقتها.
في كانون الثاني 1993، بدأ جوناثان جاي، تشارلي جاكسون، وميشيل ويلش بتكوين شركة برمجيات صغيرة تسمى FutureWave للبرمجيات وإنشاء أول منتج، 'SmartSketch'.

## البدايات
عندما كان جوناثان في الثانوية، ربح جائزة مشروع العلوم الذي كان برمجة على حاسوب أبل 2 ولفت انتباه تشارلي جاكسون مؤسس شركة سيليكون بيتش. عمل جوناثان كمبرمج في هذه الشركة سنة تخرجه. أطلق منتجه الأول، عام 1985، كانت لعبة أيربارون (بالإنجليزية: Airborne)‏ باللونين الأبيض والأسود للحواسيب ماكنتوش.

## وصلات إضافية
- Software as Art
- Thoughts on "Software as Art" by Jonathan Gay في أرشيف الإنترنت(أرشفت في  نوفمبر 29, 2001)
- The Flash History by Rick Waldron
- The History of Flash by Jonathan Gay